# Luis van Rooten
Luis d’Antin van Rooten, US-Schreibweise auch Luis Van Rooten (* 29. November 1906 in Mexiko-Stadt, Mexiko; † 17. Juni 1973 in Chatham, Vereinigte Staaten) war ein mexikanischer Architekt, Schriftsteller und Schauspieler beim US-amerikanischen Film und Fernsehen.

## Leben
Van Rooten war bereits in jungen Jahren in die Vereinigten Staaten gekommen und studierte an der University of Pennsylvania Architektur. Anschließend arbeitete er als Architekt. Während des Zweiten Weltkriegs ging van Rooten nach Hollywood, um eine Schauspielerlaufbahn einzuschlagen. Zunächst wurde der vielsprachige Neumime mit der markanten Sprechstimme – neben Englisch und Spanisch besaß er auch Kenntnisse in Italienisch und Französisch – jedoch für Militärprogramme im Rundfunk eingesetzt. Beim Film, wo er zum Jahresende 1943 debütierte, war van Rooten fortan auf Exoten aller Arten und „glücklose Schurken“ abonniert.
Bereits in seinem Kino-Erstling The Hitler Gang verkörperte der gedrungene, glatzköpfige Schauspieler den Nazi-Verbrecher Heinrich Himmler, dem van Rooten leidlich ähnlich sah. Zwei weitere Male (1954 in einem Fernsehfilm über Hitlers Ende und 1961 in der Kinoproduktion Jagd auf Eichmann) spielte er den Cheforganisator des Holocausts. Van Rootens wenig beeindruckende Film- und Fernsehkarriere beschränkte sich jedoch rasch auf Gastrollen in einzelnen Folgen bekannter wie auch weniger bekannter TV-Serien. Nebenbei verdingte er sich auch als Sprecher in Filmdokumentationen und als Erzähler. Bereits 1962 zog er sich weitgehend aus dem Scheinwerferlicht wieder zurück.
Der als vielseitig interessiert geltende Luis van Rooten hat sich auch mit anderen Dingen jenseits der Schauspielerei beschäftigt. So galt er als Spezialist für Fragen des Gartenbaus und veröffentlichte überdies 1967 eine Anthologie vermeintlich in altfranzösischer Sprache gefasster Poesie, die in Wahrheit englische Kinderreime enthielt, die durch französische Homophone dargestellt wurden (Mots D’Heures: Gousses, Râmes). Weitere Buchveröffentlichungen beinhalteten Betrachtungen über den Humor. Luis van Rooten starb Mitte 1973 im Alter von 66 Jahren in seinem Ferienhaus in Massachusetts.

## Filmografie (Auswahl)
- 1944: The Hitler Gang
- 1946: In Ketten um Kap Horn (Two Years Before the Mast)
- 1948: Schmuggler von Saigon (Saigon)
- 1948: Opium (To the Ends of the Earth)
- 1948: Spiel mit dem Tode (The Big Clock)
- 1948: Die Nacht hat tausend Augen (Night Has a Thousand Eyes)
- 1949: Zwischen Frauen und Seilen (Champion)
- 1949: Die Brut des Satans (City Across the River)
- 1950: Cinderella (Sprechrolle)
- 1951: Spione, Liebe und die Feuerwehr (My Favorite Spy)
- 1951: Danger Under the Sea (Kurzfilm; Sprecher)
- 1951: Polizeirevier 21 (Detective Story)
- 1952: Schwarze Trommeln (Lydia Bailey)
- 1954–1955: The Joe Palooka Story (Fernsehserie)
- 1955: Der Seefuchs (The Sea Chase)
- 1955–1957: The Alcoa Hour (Fernsehreihe)
- 1957: The Unholy Wife
- 1958: Fräulein (Fraulein)
- 1960: Summer in New York (Fernsehfilm)
- 1961: 101 Dalmatiner (One Hundred and One Dalmatians) (Stimme)
- 1961: Jagd auf Eichmann (Operation Eichmann)
- 1967: Hochzeitsnacht vor Zeugen (What’s So Bad About Feeling Good?)